# Словень Градець (община)
Община Словень Градець (словен. Občina Radlje ob Dravi) — одна з общин в північній Словенії. Адміністративним центром є місто Словень Градець.

## Населення
У 2010 році в общині проживало 16846 осіб, 8400 чоловіків і 8446 жінок. Чисельність економічно активного населення (за місцем проживання), 6899 осіб. Середня щомісячна чиста заробітна плата одного працівника (EUR), 900,39 (в середньому по Словенії 966.62). Приблизно кожен другий житель у громаді має автомобіль (51 автомобілів на 100 жителів). Середній вік жителів склав 40,5 роки (в середньому по Словенії 41.6).